# Municipalità di Mestre-Carpenedo
La Municipalità di Mestre-Carpenedo (altrimenti detta Mestre Centro) è una suddivisione amministrativa del comune di Venezia che comprende la porzione centrale della terraferma.
Il Consiglio della Municipalità di Mestre-Carpenedo è l'organo collegiale di indirizzo e controllo-politico amministrativo della Municipalità e rappresenta le esigenze della popolazione residente nell'ambito della circoscrizione.
È composto dal Presidente della Municipalità che lo presiede e da 28 Consigliere/i ed esercita poteri deliberativi in ordine alle materie istituzionali di propria competenza. Al Consiglio compete, inoltre, la formulazione di pareri e proposte su questioni ed interventi specifici inerenti all'ambito territoriale della Municipalità anche promuovendo momenti di studio, verifica, informazione e indagine su temi economici, politici, sociali, culturali e ambientali che interessano la collettività residente.

## Geografia antropica

### Suddivisioni amministrative
La municipalità di Mestre-Carpenedo è a sua volta divisa in 7 delegazioni di zona:
- Mestre centro
- Piave-Piraghetto-Rione Sabbioni
- Mestre est
- XXV Aprile
- Bissuola
- Carpenedo
- Terraglio-Borgoforte

## Confini e geografia
È delimitata ad ovest dalla ferrovia Venezia-Udine (e, per un breve tratto, dalla Venezia-Trieste), a sud dalla Milano-Venezia e a nord dai confini comunali con Marcon e Mogliano Veneto; i confini orientali, invece, seguono alcuni assi stradali quali la tangenziale, via Martiri della Libertà, via Ca' Solaro.
Della circoscrizione fa parte il centro di Mestre (abitato principale e sede della municipalità), i sobborghi limitrofi di Carpenedo e della Bissuola e altre località come la Favorita e Marocco. Comprende inoltre una parte della gronda lagunare con il parco di San Giuliano.

## I vecchi quartieri
Con la sua istituzione (2005) sono stati soppressi i quartieri 9 Carpenedo-Bissuola e 10 Mestre Centro a loro volta costituiti nel 1997 dagli ex quartieri 12 Terraglio, 13 S. Lorenzo - XXV Aprile, 15 Piave 1866 e 11 Carpenedo-Bissuola.

## Popolazione
| 9 Carpenedo-Bissuola | 9,97  | 39.349 | 3.946,7 |
| 10 Mestre Centro     | 14,25 | 50.211 | 3.523,6 |